# Gonioctena norvegica
Gonioctena norvegica là một loài bọ cánh cứng trong họ Chrysomelidae. Loài này được Strand miêu tả khoa học năm 1936.